# Arc de Triomphe (Parijs)
De Arc de Triomphe, ook wel Arc de Triomphe de l'Étoile, is een triomfboog en een van de bekendste bouwwerken van Parijs, gelegen in het 8e arrondissement. Het bouwwerk staat op de Place Charles de Gaulle, ook nog steeds Place de l'Étoile genoemd, een van de drukste verkeerspleinen van Parijs, aan het westelijke eind van de Champs-Élysées, waar twaalf avenues, of lanen, samenkomen.
De bouw begon in 1806, ter ere van Napoleons overwinning bij Austerlitz. Pas rond 1836, onder koning Lodewijk Filips, werd de bouw voltooid. Onder de Arc de Triomphe werd na de Eerste Wereldoorlog het Graf van de onbekende soldaat aangelegd, die in die oorlog was gesneuveld. De Arc de Triomphe is veranderd in een monument ter nagedachtenis van de Eerste Wereldoorlog.
De triomfboog is ongeveer 50 m hoog en heeft een basis van 45 m bij 22 m. Het is de op drie na grootste triomfboog in de wereld, na die van Pyongyang in Noord-Korea, het Monument voor de Revolutie in Mexico-Stad en de Patuxai in Vientiane, Laos.

## Geschiedenis

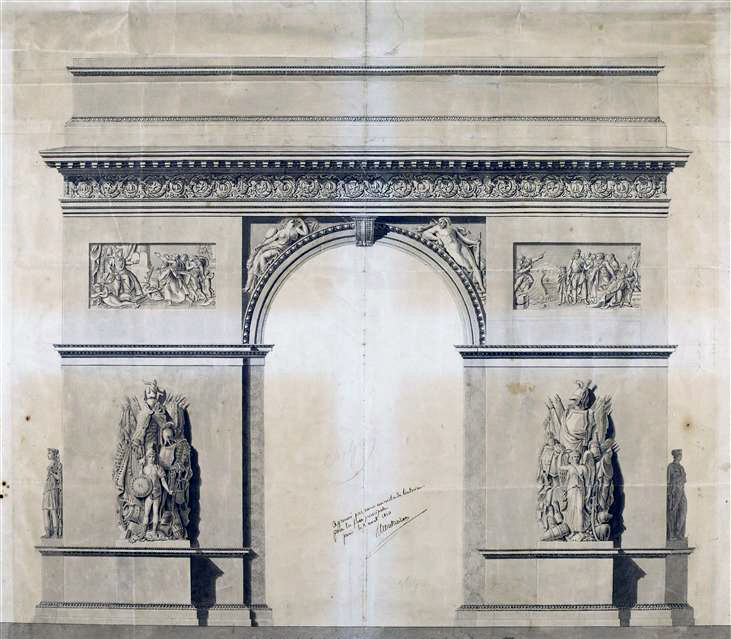
Project van Jean-François Chalgrin, circa 1806

Napoleon gaf in januari 1806 de opdracht de Arc de Triomphe te bouwen. Bedoeling was om in Parijs vier triomfbogen op te richten, maar enkel deze en de Arc de Triomphe du Carrousel werden gebouwd. Een ontwerp van Jean-François Chalgrin (1739-1811) werd aanvaard. Chalgrin had daarvoor al gewerkt aan het Collège de France, aan het Palais en de Jardin du Luxembourg en aan de Saint-Sulpice. De werken werden aangevat op 15 augustus 1806, de verjaardag van Napoleon. De bouwplaats lag toen aan de rand van de stad, op een terrein nabij twee accijnshuizen in de Muur van de Belastingpachters.
Het werd in 1810 aan keizerin Marie Louise voorgesteld vanaf de Champs-Élysées haar intrede te doen. De muren van de Arc de Triomphe waren echter nog maar net iets hoger dan de grond, aangezien het twee jaar had geduurd om de grondvesten van dit monumentale bouwwerk te leggen. Chalgrin moest echter het bouwwerk tonen zoals het er afgewerkt zou uitzien en liet een trompe-l'oeil van timmerwerk en beschilderd doek maken. De bouw van de Arc, die nog geen 10 m hoog was, werd in 1811 wegens het overlijden van de architect en door militaire tegenslagen van Napoleon stilgelegd.
De werkzaamheden lagen stil onder de Restauratie, maar werden in de periode 1832-1836 hervat, onder de heerschappij van Lodewijk Filips. Er werd toen wel beslist dat de beeldhouwwerken niet enkel eerbewijzen mochten zijn voor het Eerste Franse Keizerrijk, maar ook voor de republiek. Op 29 juli 1836 werd het monument ingehuldigd door Adolphe Thiers.

De Place Charles de Gaulle met Arc de Triomphe

Baron Haussmann legde het plein in 1854 opnieuw aan, waarbij hij zeven nieuwe avenues creëerde. De voorgevels van de gebouwen die rond de Arc stonden, werden door architect Jacques Hittorff ontworpen en gaven een gelijkmatige aanblik. Deze zogenaamde hôtels des maréchaux huisvesten ambassades en zetels van grote bedrijven.
In 1920 werd een onbekende soldaat, omgekomen tijdens de Eerste Wereldoorlog, onder de Arc begraven. De herdenkingsvlam werd in 1923 voor het eerst aangestoken.
Tussen 1988 en 1990 werd de Arc de Triomphe gerestaureerd. Hierbij werd onder andere beton geïnjecteerd in de funderingen van het 50.000 ton zware monument. Tijdens deze werken was de boog ingepakt in een doek met de kleuren van de Franse vlag.

## Beeldhouwwerken
De Arc de Triomphe is ontworpen door Jean-François Chalgrin naar het voorbeeld van de oude Romeinse triomfbogen. Op het monument zijn naakte Fransen te zien die bebaarde barbaren verslaan. De beelden op de boog zijn door bekende beeldhouwers gemaakt: Jean-Pierre Cortot, François Rude, Antoine Étex, James Pradier en Henri Lemaire. Op de Arc staan een viertal beelden en taferelen uit de Franse geschiedenis: het vertrek der vrijwilligers van 1792 (beter bekend als de Marseillaise) door Rude, Vrede en Weerstand, beide door Étex, en nog een beeld door Cortot: de Triomf van 1810.

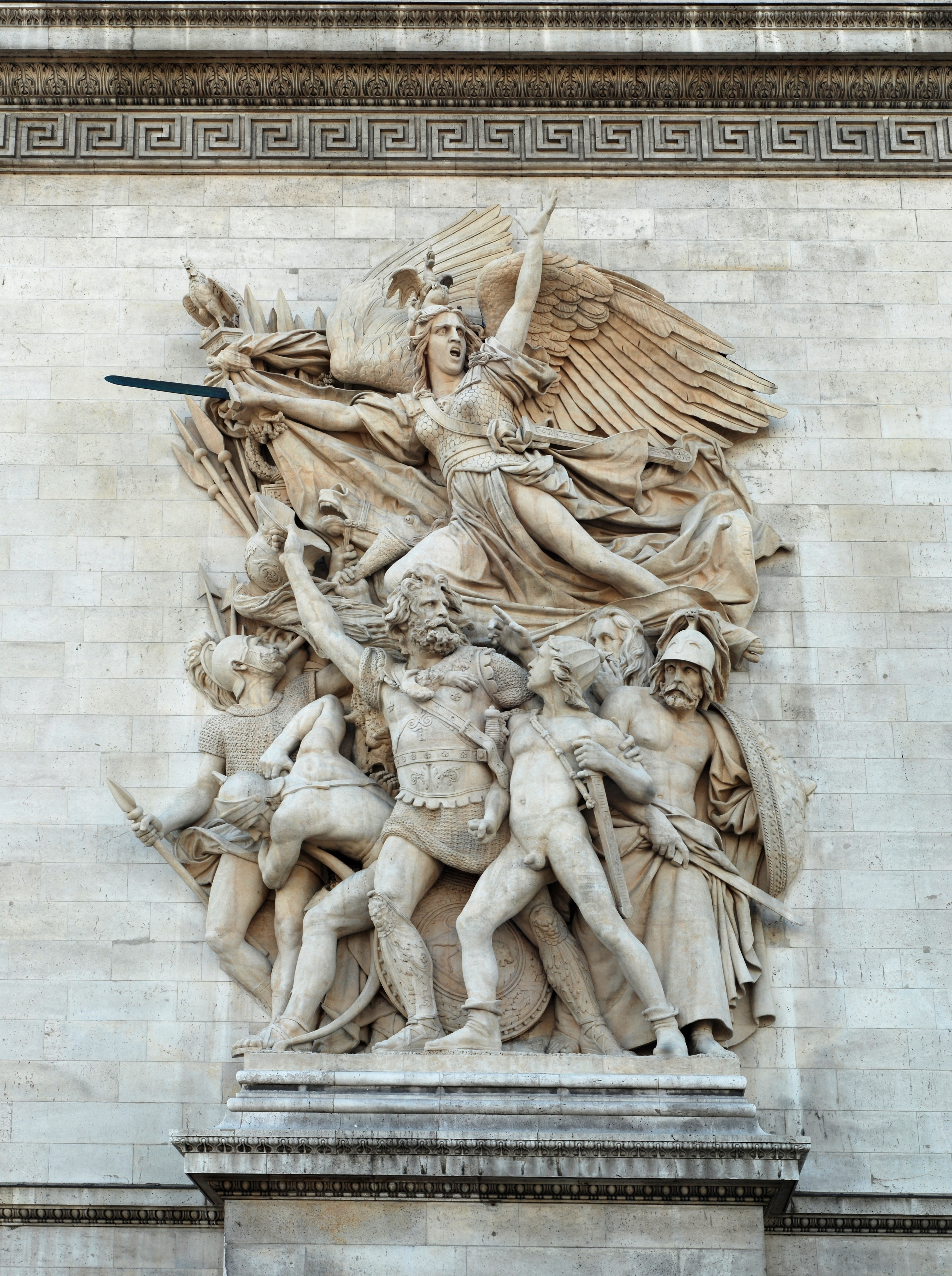
Vertrek van 1792 (de Marseillaise)
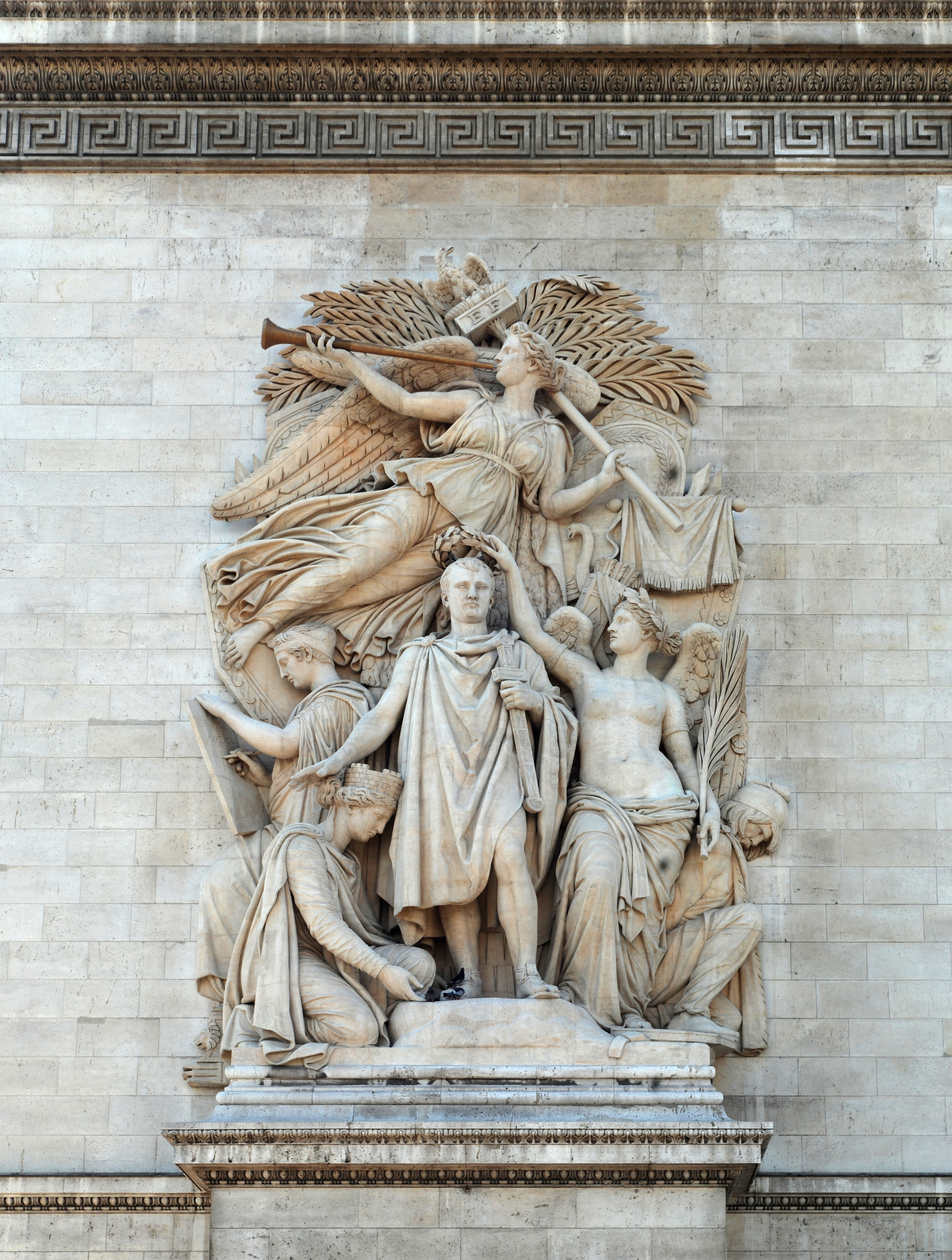
Triomf van 1810
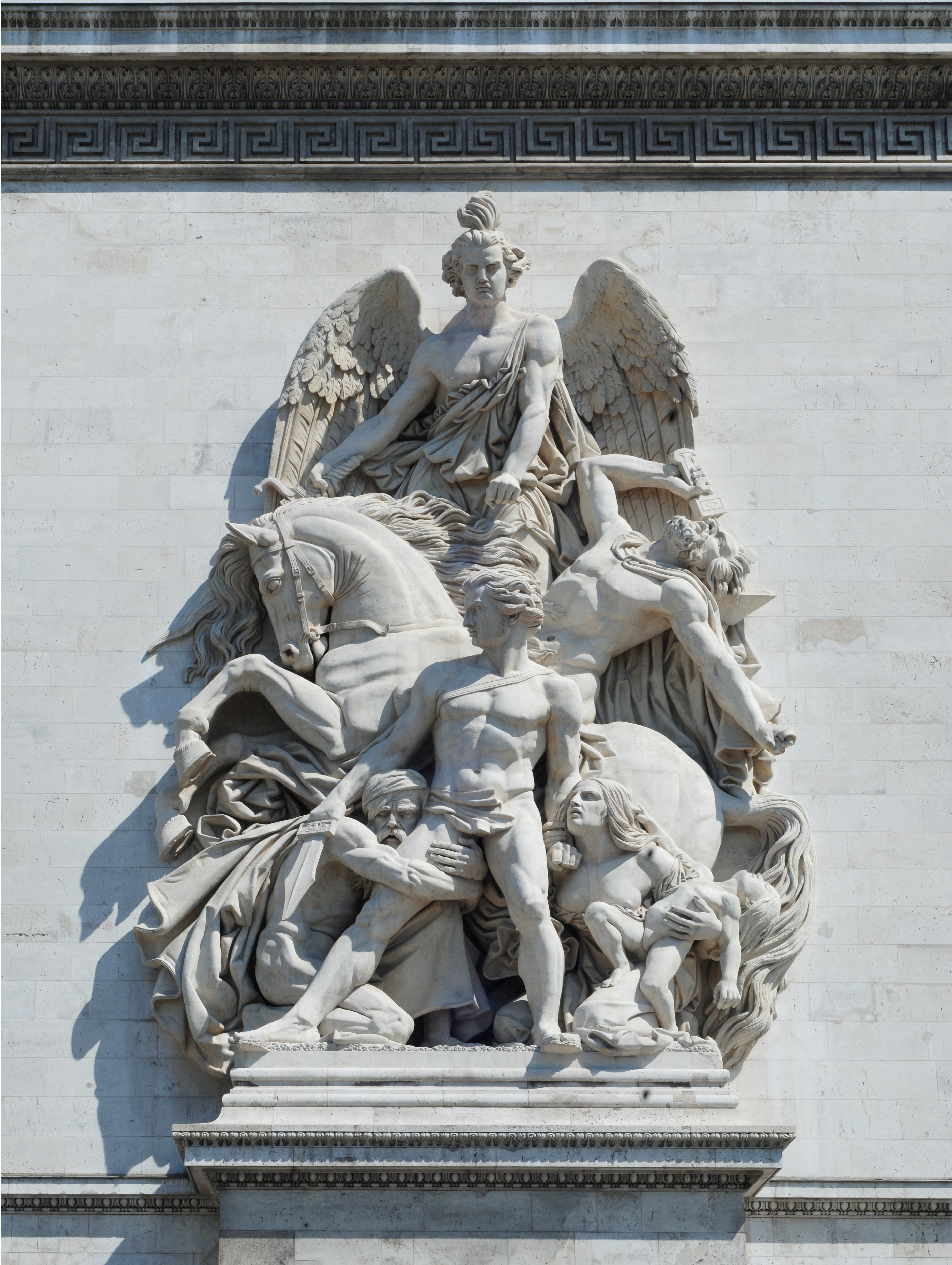
Weerstand van 1814
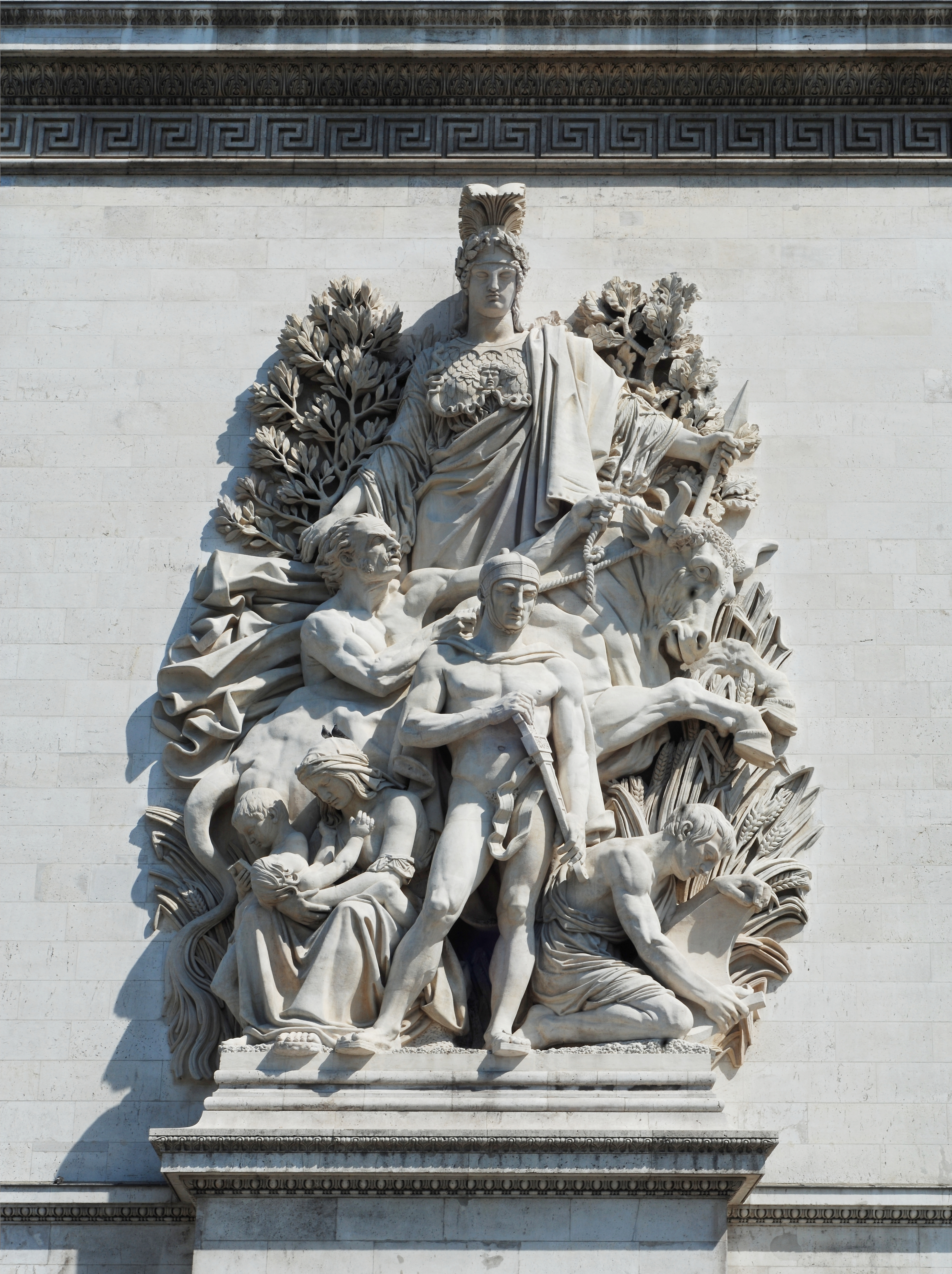
Vrede van 1815

In de binnenkant van de boog zijn 660 namen gegraveerd. De meesten van hen waren generaals van de Eerste Franse Republiek (1792-1804) en het Eerste Franse Keizerrijk (1804-1815).

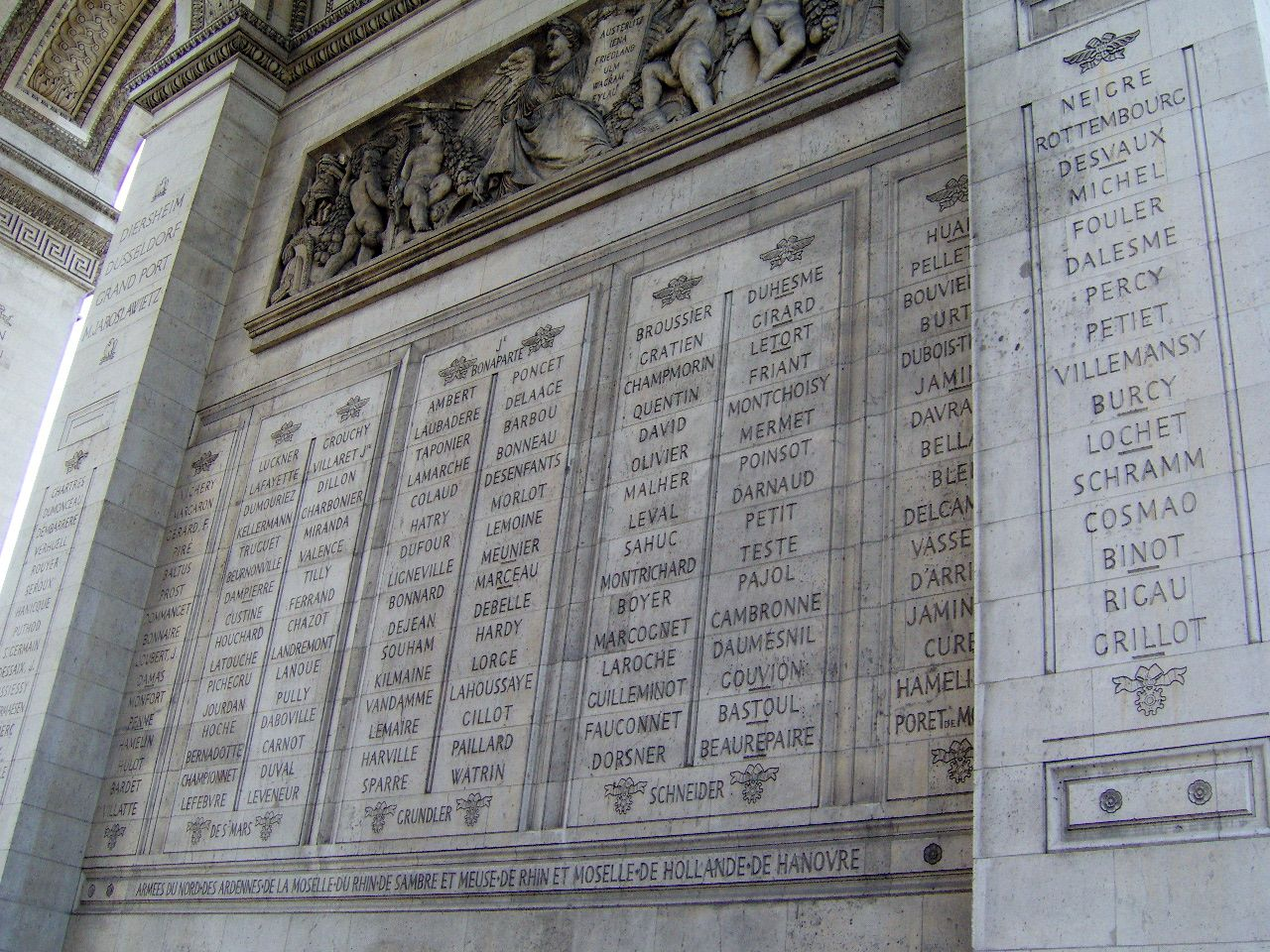
Noordelijke pijler
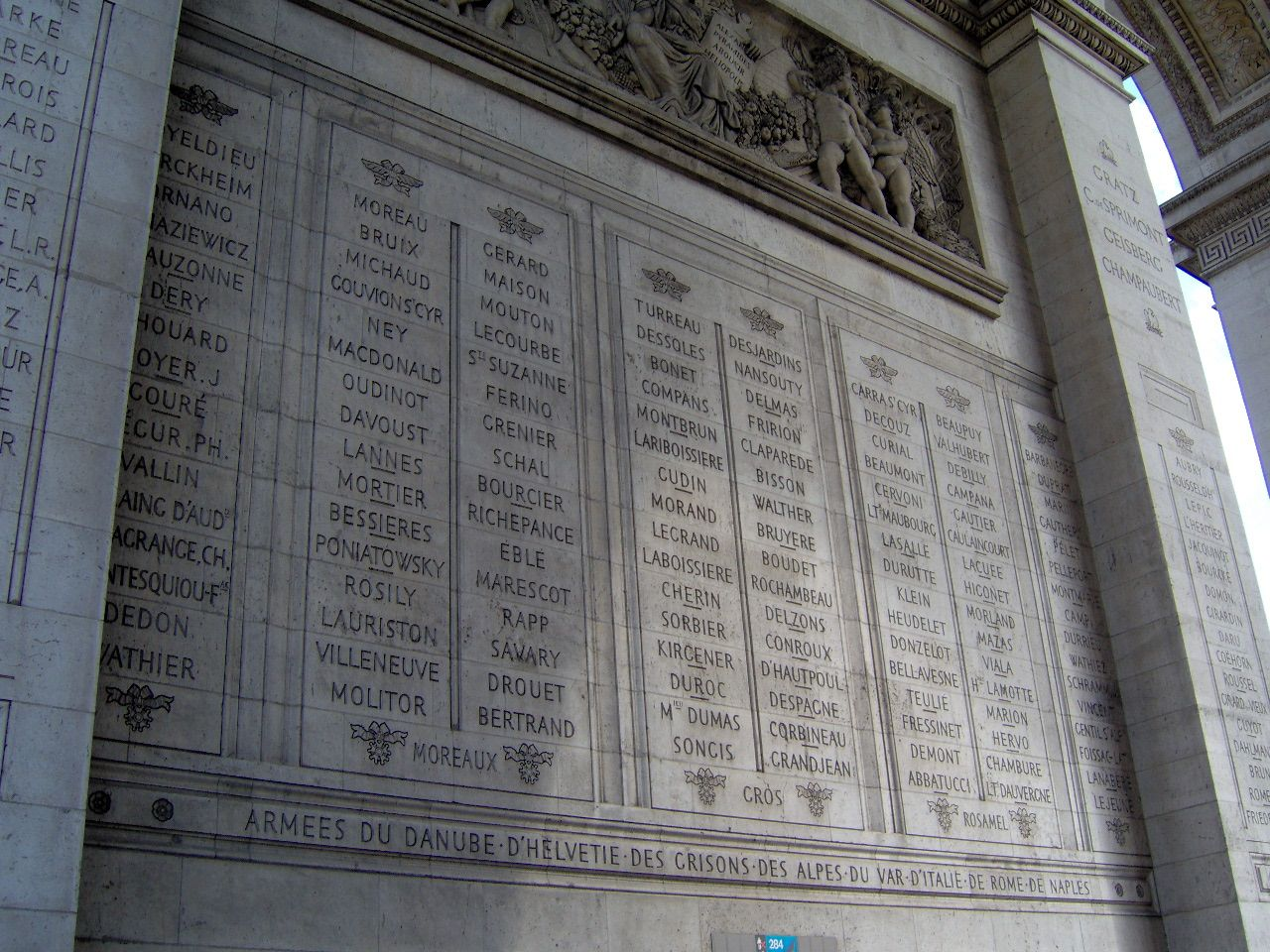
Oostelijke pijler
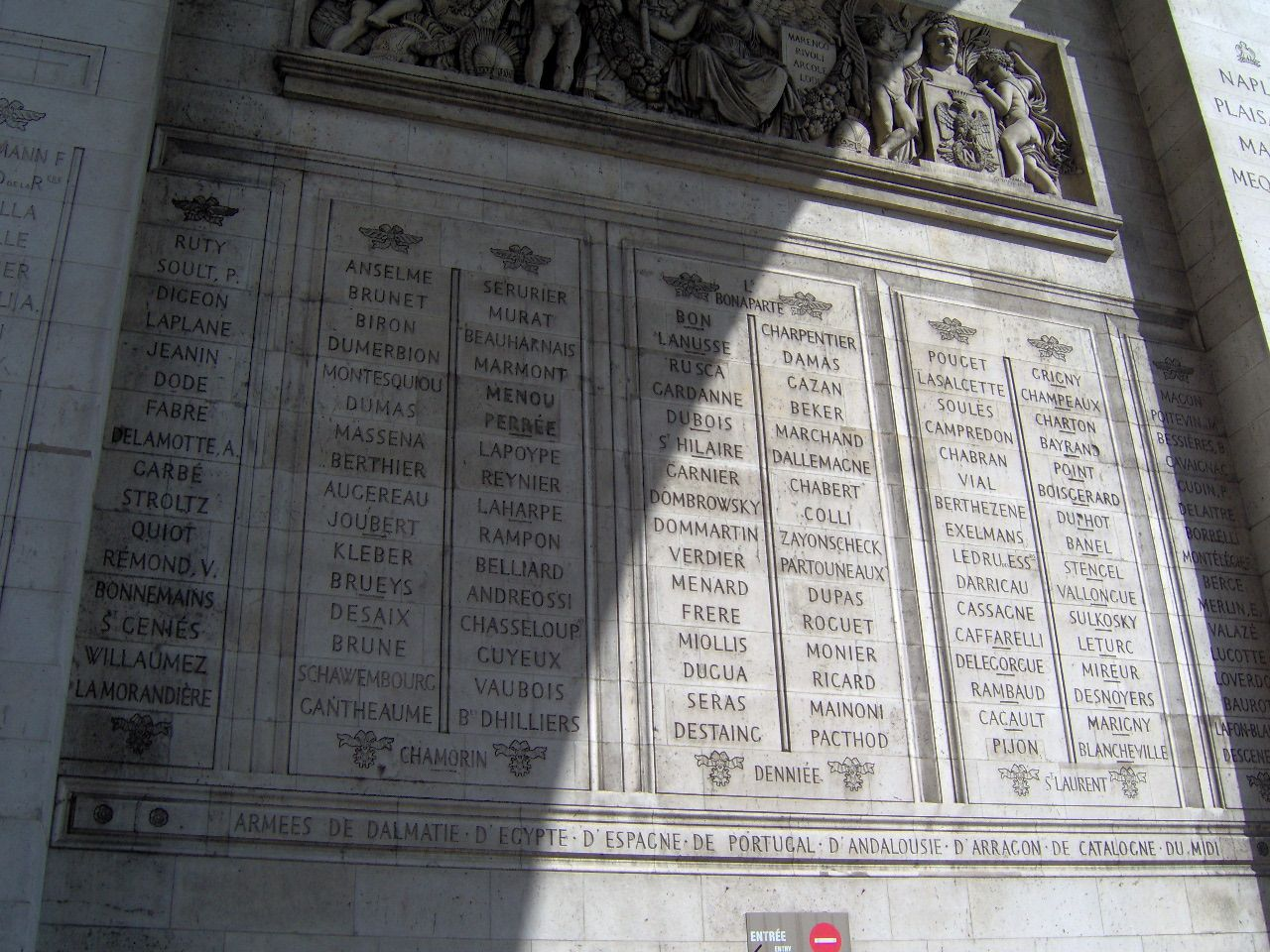
Zuidelijke pijler
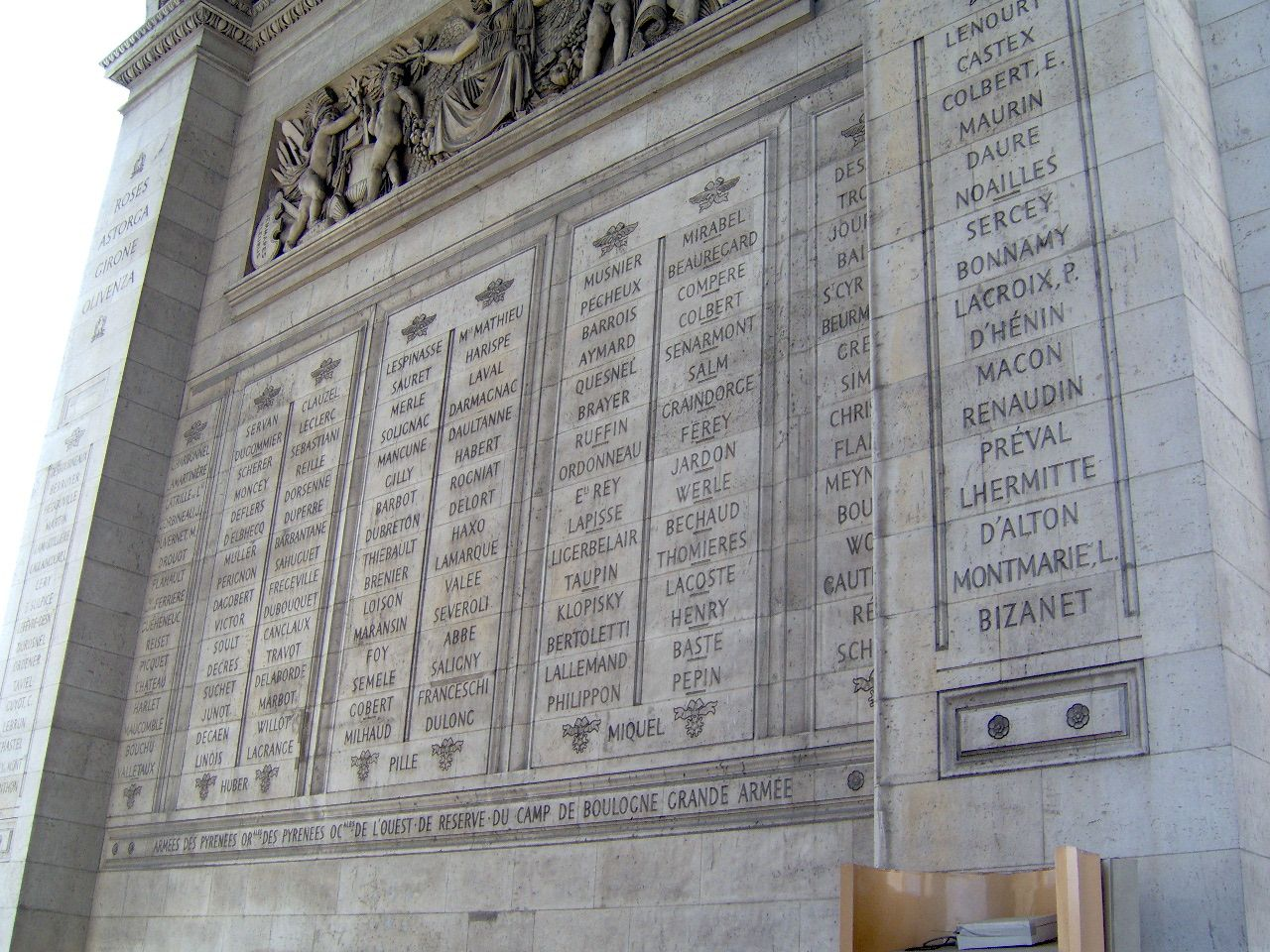
Westelijke pijler

Op de Arc zijn 158 veldslagen gegraveerd. Boven de boog zitten dertig schilden met daarop Napoleons belangrijkste overwinningen. Daaronder zitten weer een aantal beeldhouwwerken.

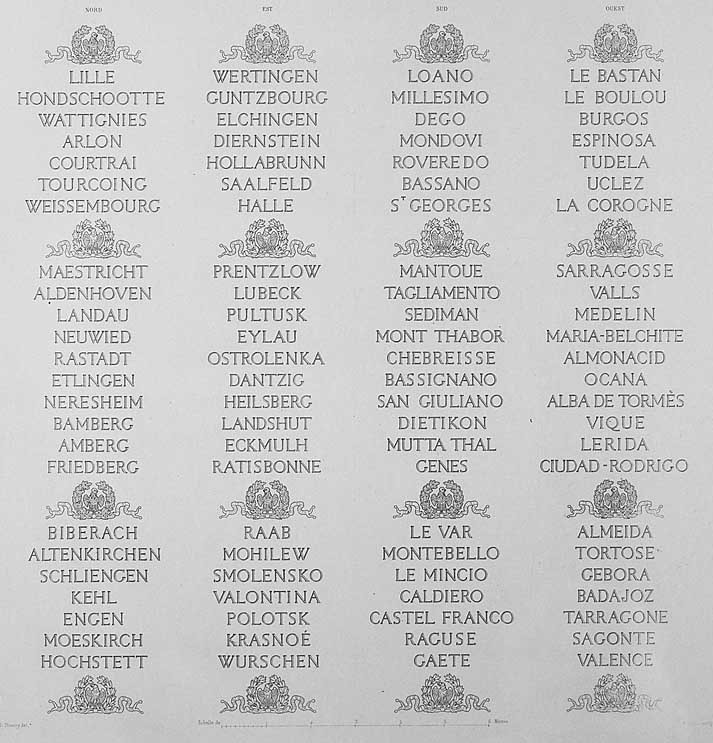
Namen van veldslagen gegraveerd op de Arc de Triomphe

Onder de Arc bevindt zich het Graf van de onbekende soldaat, dat na de Eerste Wereldoorlog werd aangelegd, naar het voorbeeld van de Engelse tombe in de Westminster Abbey. Tevens brandt daarnaast een eeuwige vlam, om alle in de twee wereldoorlogen gesneuvelde onbekende soldaten te herdenken. Het is het eerste steeds doorbrandende vuur sinds de vlam uit de tempel van de Vestaalse maagden in 394 n.Chr. werd gedoofd.

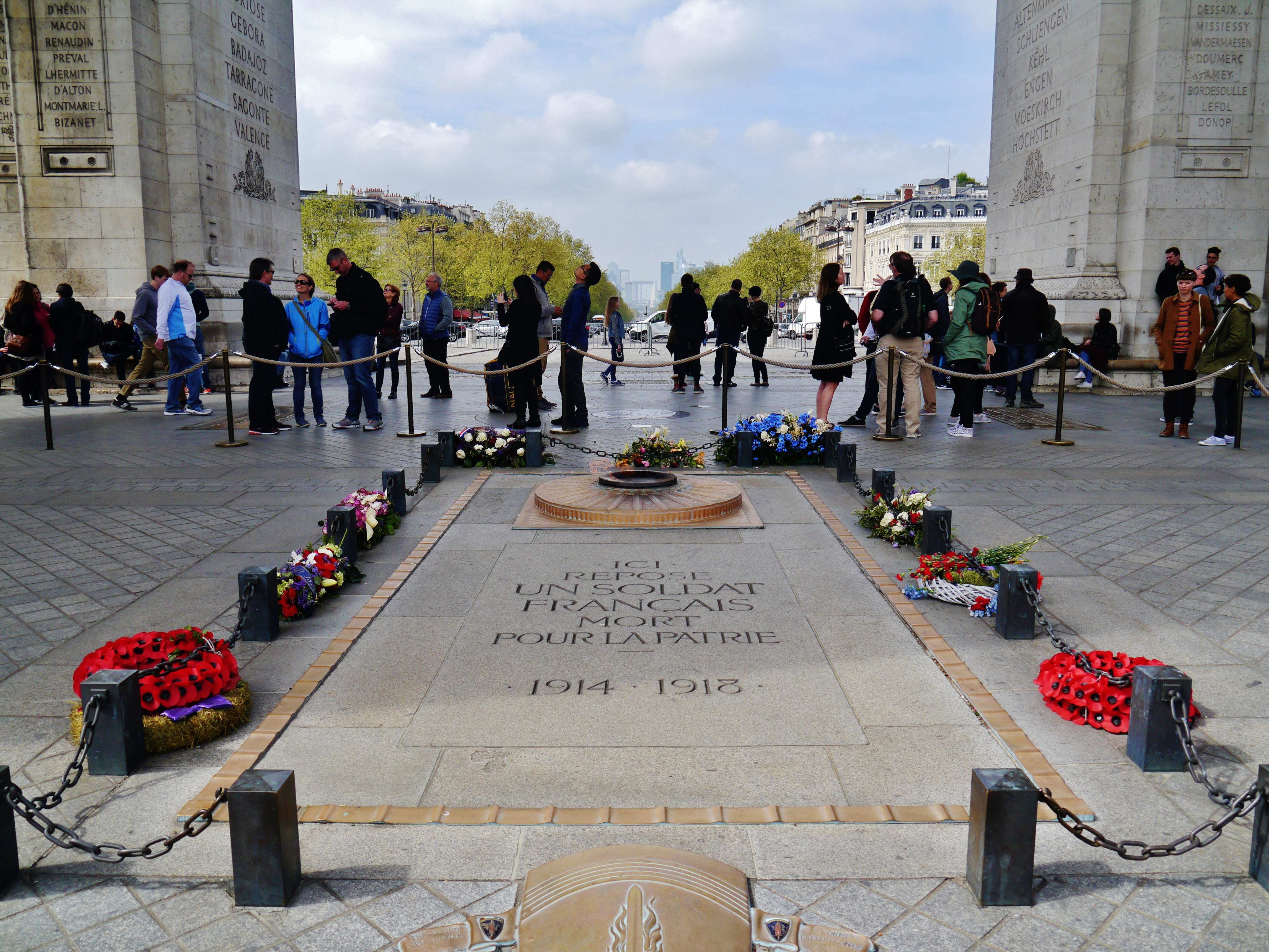
Het Graf van de onbekende soldaat onder de Arc de Triomphe
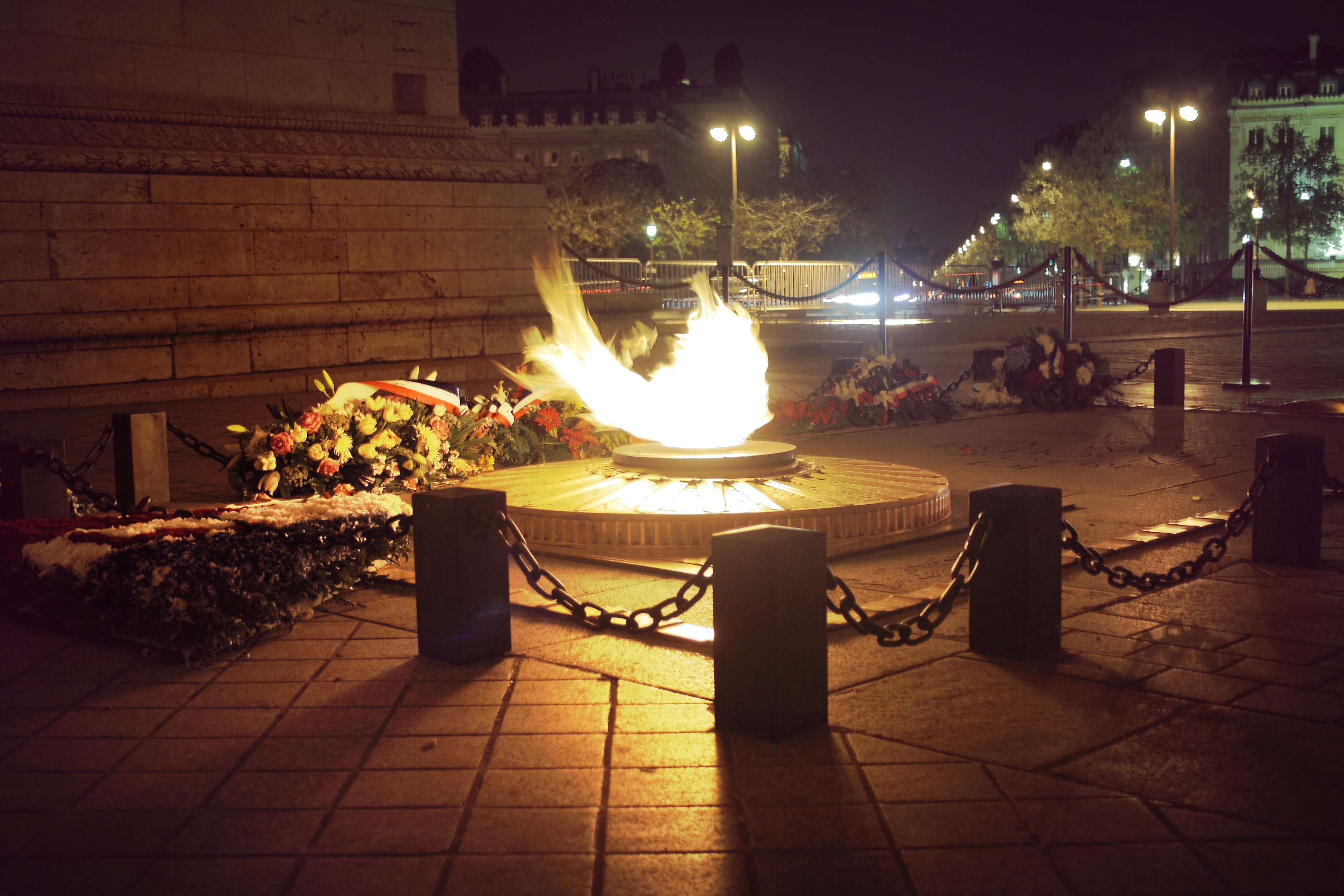
De eeuwige vlam onder de Arc de Triomphe
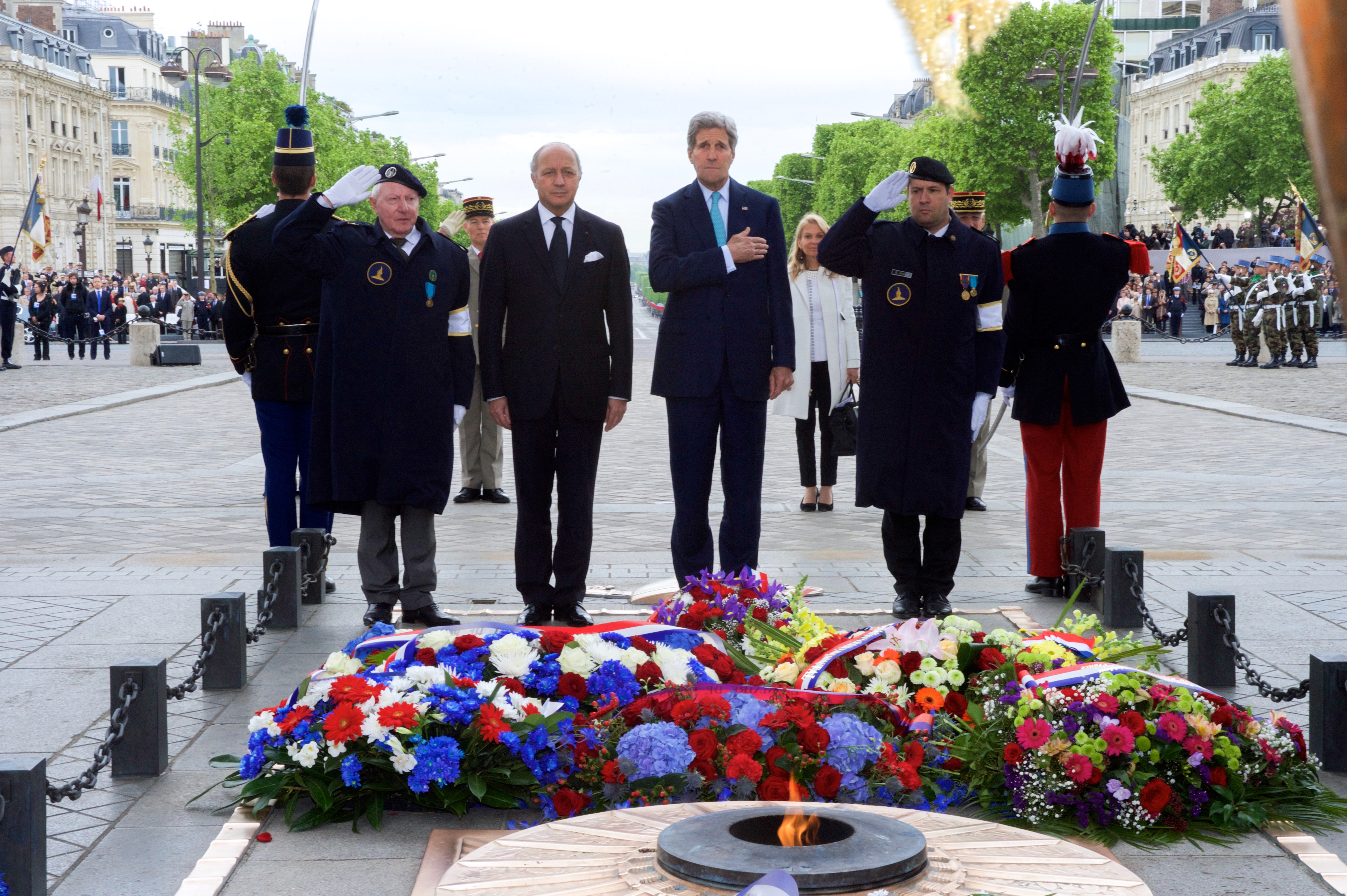
Het Graf van de onbekende soldaat, 2015
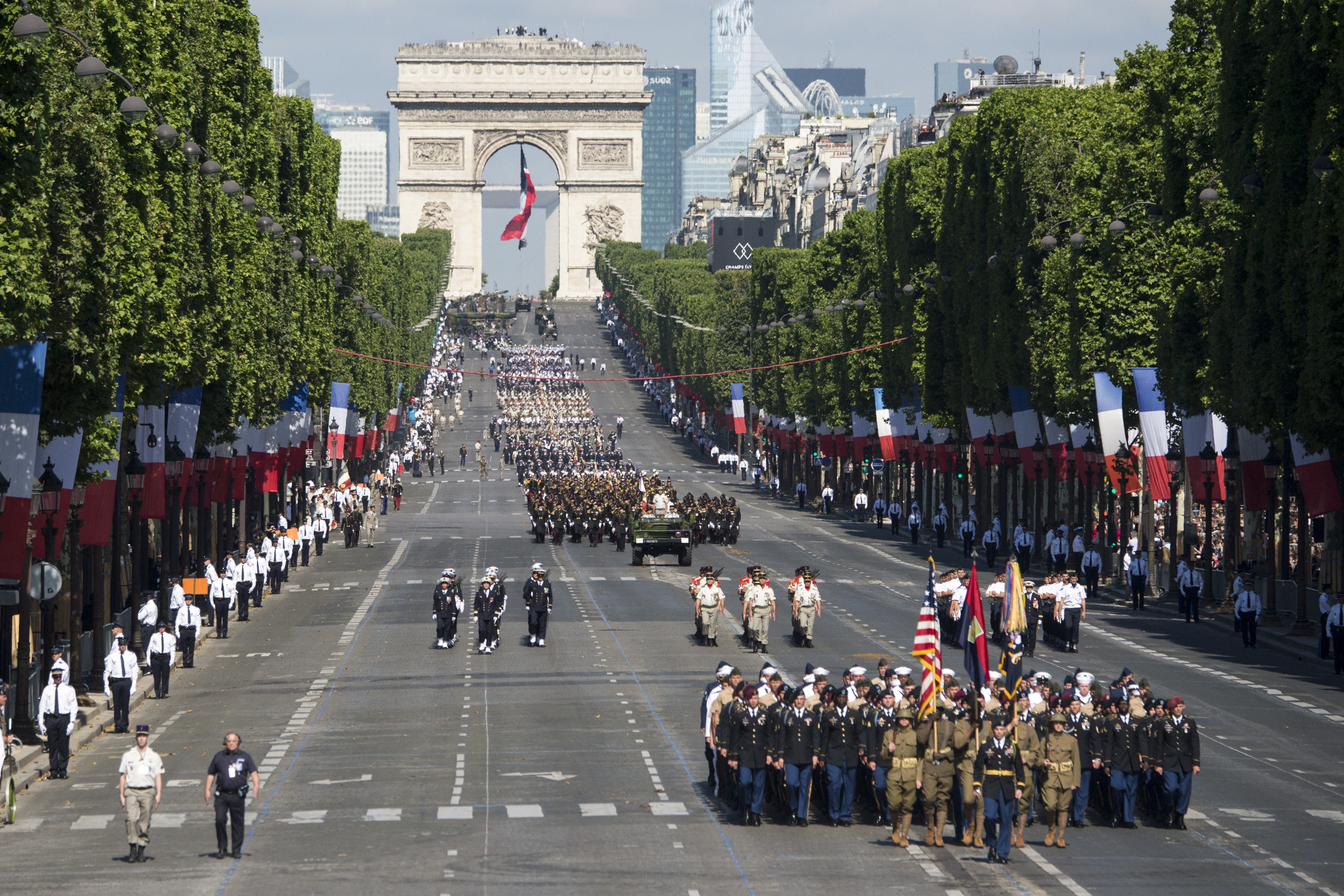
De nationale feestdag van Frankrijk, 2017

## Evenementen
In 1840 werd het stoffelijk overschot van Napoleon tijdens een imposante ceremonie onder de Arc doorgereden. Ook Adolphe Thiers (1877), Léon Gambetta (1920) en maarschalk Philippe Leclerc (1947) kregen dit eerbewijs.
Het lichaam van Victor Hugo lag in mei 1885 een nacht onder de Arc de Triomphe opgebaard.
Na de geallieerde zege in de Eerste Wereldoorlog marcheerde het Franse leger op 14 juli 1919 onder de Arc de Triomphe door tijdens het Défilé de la Victoire. Op 18 juni 1945, na de geallieerde zege in de Tweede Wereldoorlog en vijf jaar na de oproep van Charles de Gaulle om de strijd tegen Nazi-Duitsland voort te zetten, marcheerde het Franse leger wederom onder de Arc de Triomphe door. Eerder hadden Russische kozakken (in 1814) en het Duitse leger (in 1871 en 1940) gemarcheerd langs of onder de Arc de Triomphe.
Charles Godefroy vloog op 15 maart 1919 met een vliegtuig onder Arc de Triomphe door. Hij kwam er met een waarschuwing van af. Alain Marchand herhaalde dat in 1981, maar dat kostte hem zijn vliegbrevet. Een onbekende vloog toch in 1991 nog onder de Arc de Triomphe en de Eiffeltoren door.

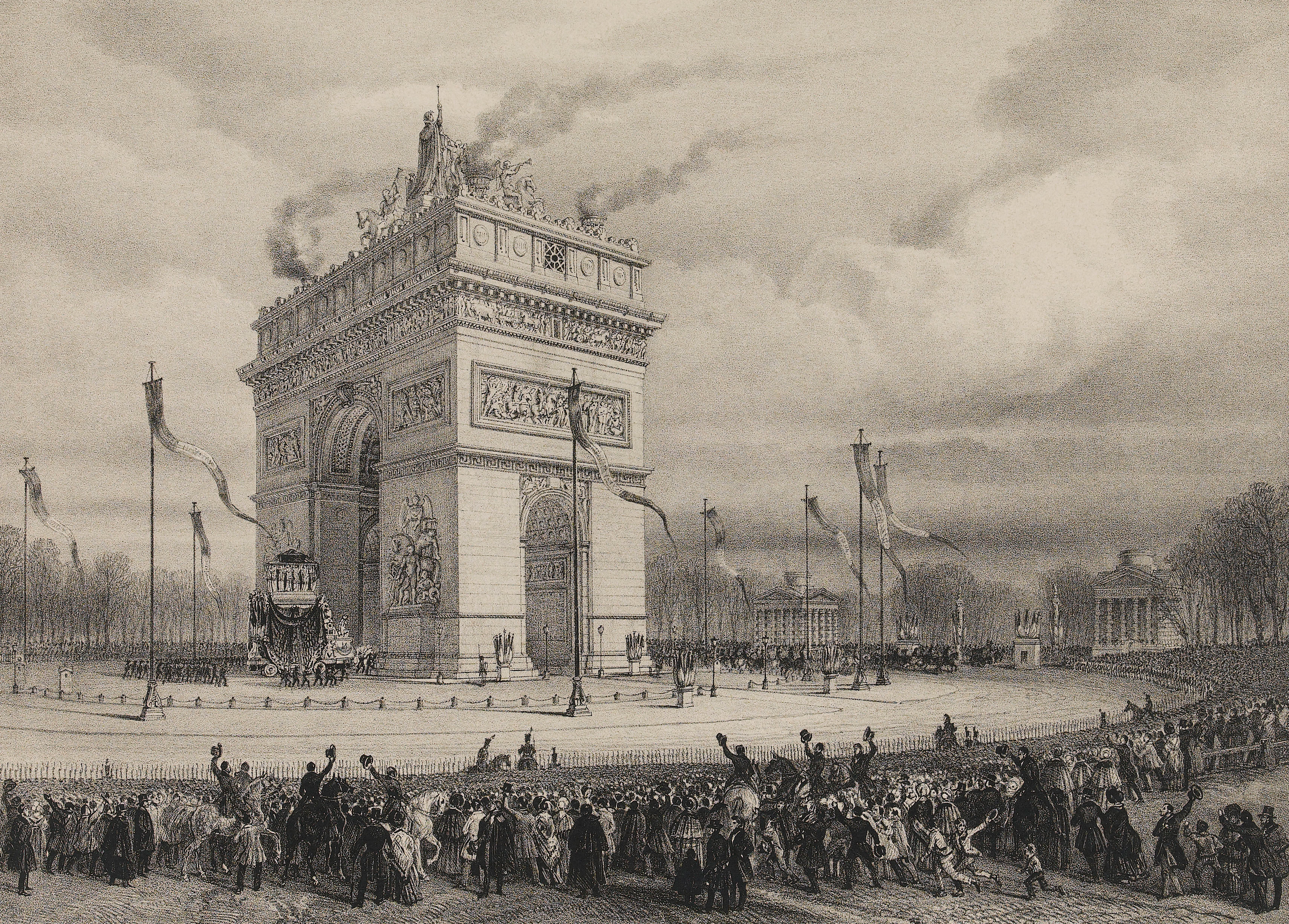
De staatsbegrafenis van Napoleon Bonaparte, 1840
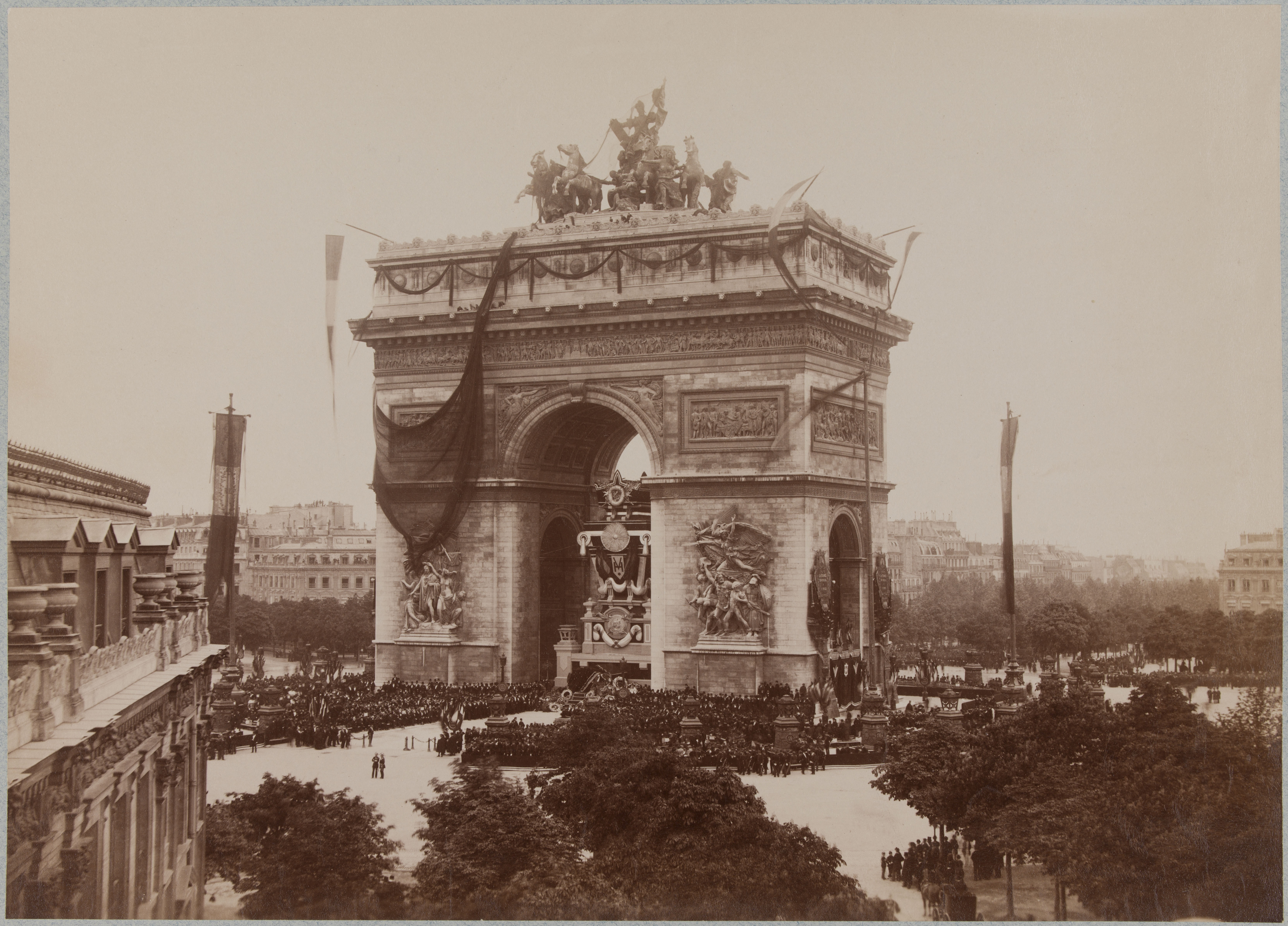
De staatsbegrafenis van Victor Hugo, 1885
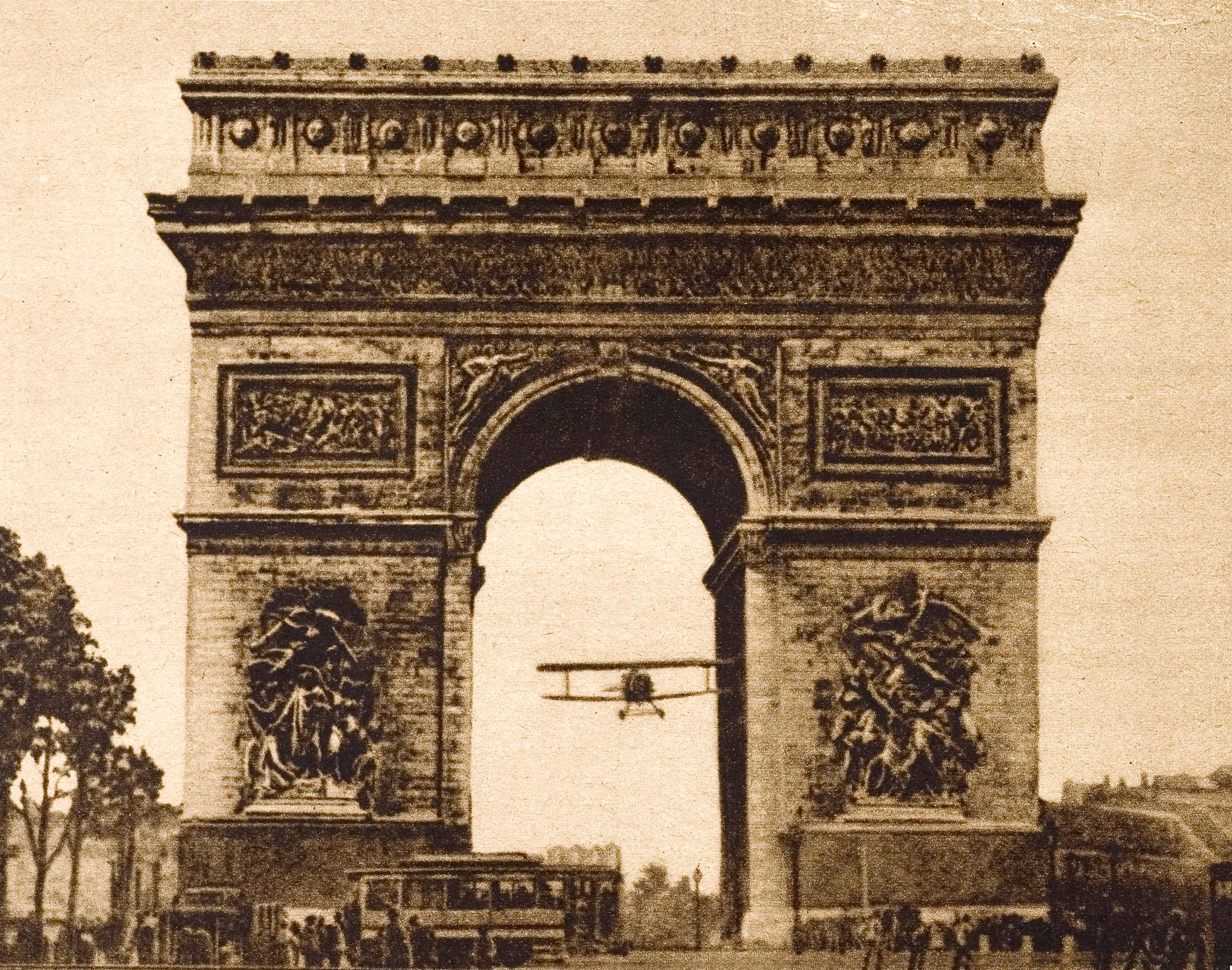
Charles Godefroy vloog met een vliegtuig onder Arc de Triomphe, 1919
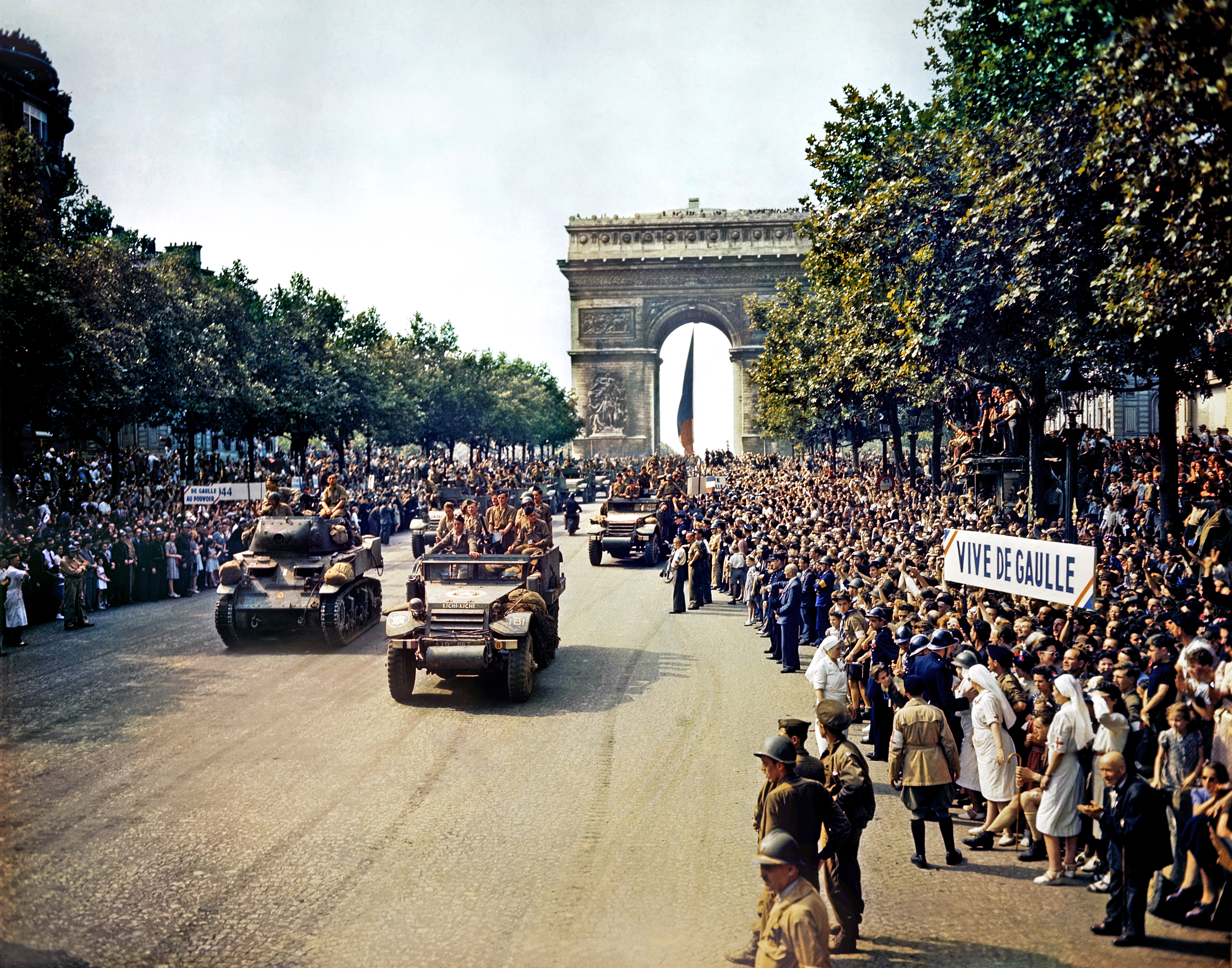
De Bevrijding van Parijs, 1944

### Arc de Triomphe, Wrapped
Tussen 18 september 2021 en 3 oktober 2021 was de Arc de Triomphe ingepakt met 25.000 m² polypropyleen doeken en rood touw, naar een ontwerp van de Bulgaars-Amerikaanse kunstenaar Christo en zijn echtgenote Jeanne-Claude. Het was Christo's grote droom; hij ontwierp de plannen ervoor al in 1962, en werkte die door de jaren heen verder uit. De uitvoering was eerder gepland maar moest wegens de coronacrisis worden uitgesteld. Christo overleed in mei 2020, maar wilde dat het project na zijn dood zou worden voortgezet. De Arc bleef tijdens de expositie open voor het publiek.

## Trivia
In Las Vegas, in de Verenigde Staten, is de Arc de Triomphe (kleiner) nagebouwd.

## Galerij

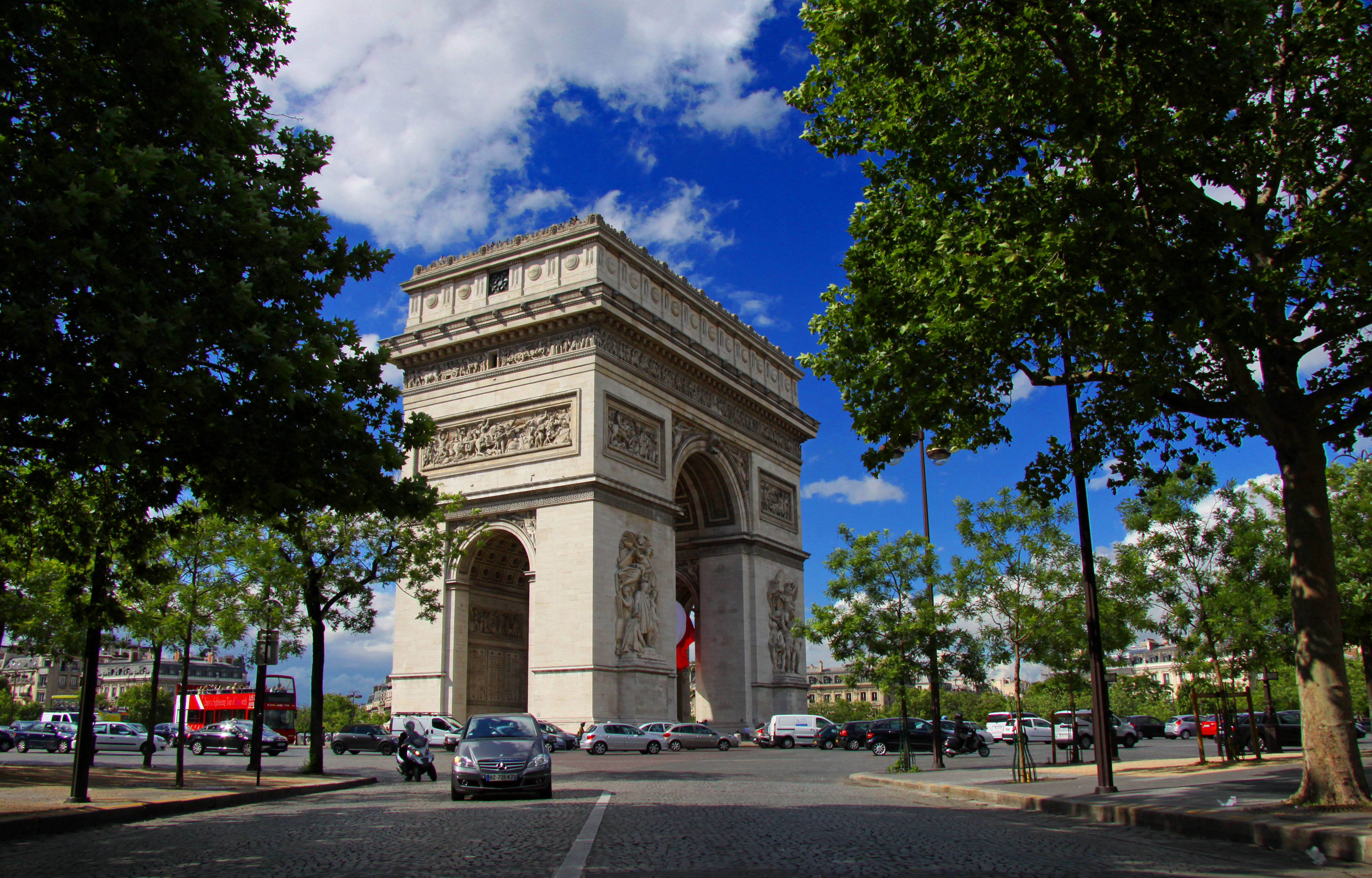
De Place Charles de Gaulle met Arc de Triomphe
De Arc de Triomphe bij nacht
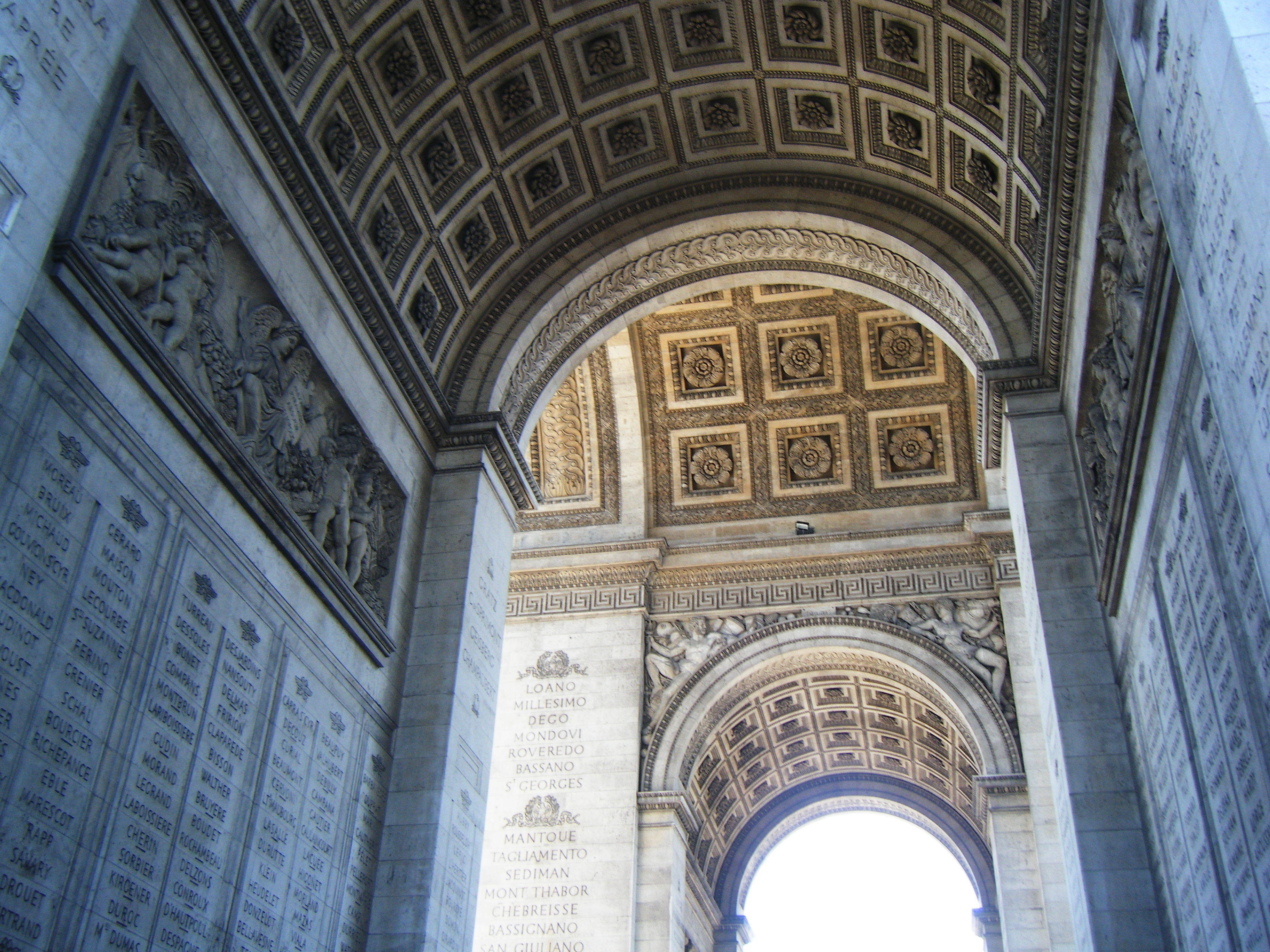
Binnenkant van de Arc de Triomphe
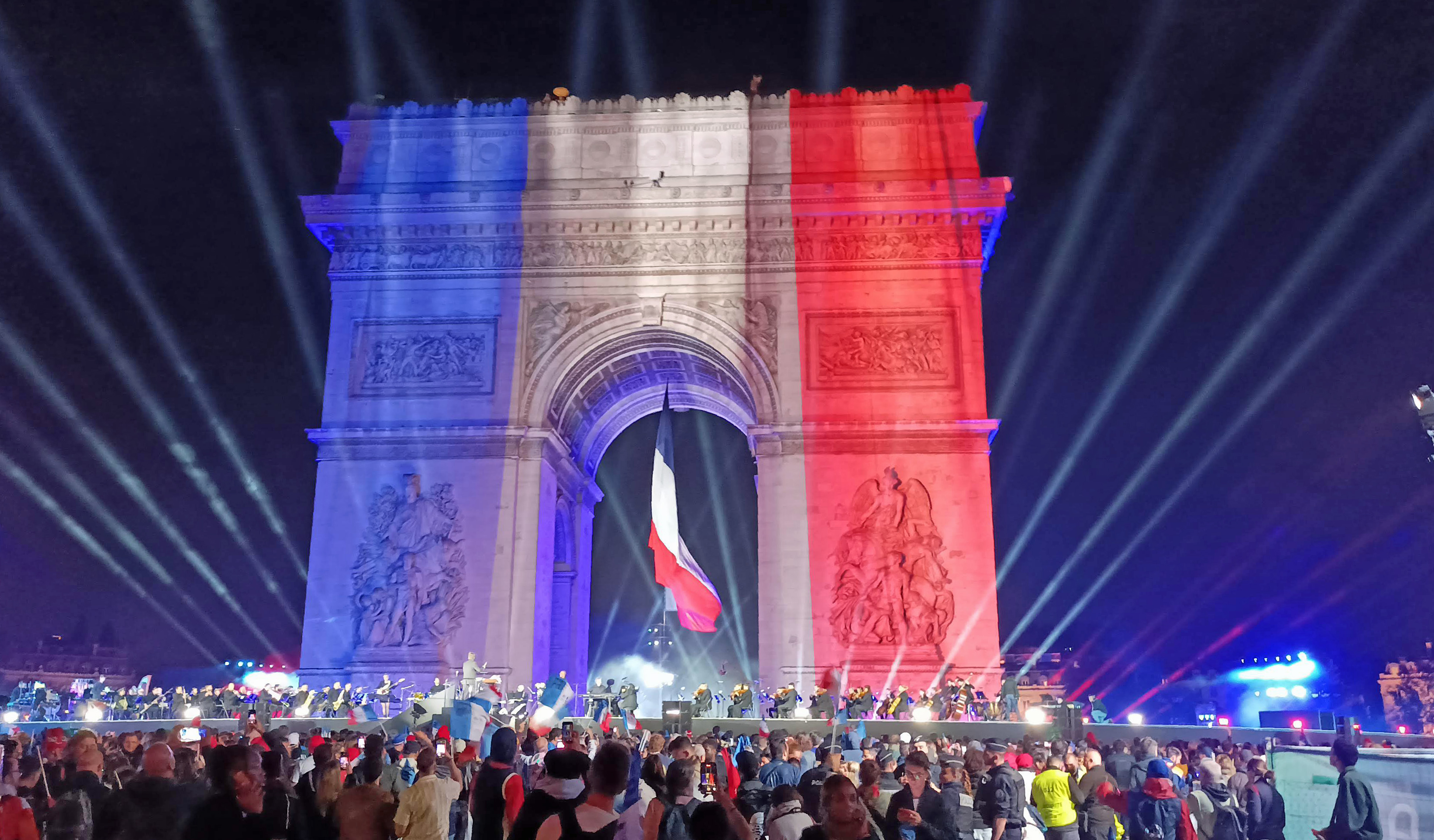
De Olympische Zomerspelen, 2024